# W.A.S.P. (Album)
W.A.S.P. ist das Debütalbum der US-amerikanischen Heavy-Metal-Band W.A.S.P. Es wurde 1984 von Capitol Records veröffentlicht.

## Entstehung
Ende 1983 besuchte Iron Maidens Manager Rod Smallwood ein Konzert der Gruppe W.A.S.P., deren Musik und extreme Bühnenschau ihn beeindruckten. Anfang 1984 nahm er sie für die Plattenfirma Capitol Records unter Vertrag, und die Aufnahmen zu ihrem Album, das ursprünglich Winged Assassins heißen sollte, begannen. Der Journalist und Musikproduzent Mike Varney unterstützte W.A.S.P. bei den Aufnahmen als Ko-Produzent.
Ursprünglich sollte das Album die erste W.A.S.P.-Single Animal (Fuck Like a Beast) enthalten; diese wurde jedoch nicht mit aufgenommen, da große Ladenketten das Album dann nicht verkauft hätten. Die Plattenfirma plante, Animal (Fuck Like a Beast) als Single ausschließlich in Europa in einer schwarzen Plastiktüte mit einem Aufkleber, der vor dem anstößigen Liedtext warnen sollte, zu veröffentlichen. Letztlich zog sie dies zurück, und die Band schloss einen Vertrag mit Music for Nations, der ausschließlich die Single betraf; diese erschien im April 1984 in ihrer ursprünglichen Hülle.
Am 17. August 1984 erschien das Album unter dem Titel W.A.S.P.; daneben wird es jedoch gelegentlich auch unter dem geplanten Titel Winged Assassins und dem des ersten Lieds I Wanna Be Somebody aufgeführt. Im September folgte die Auskopplung der Single I Wanna Be Somebody. Nach der Veröffentlichung des Albums und noch vor dem Beginn einer Tournee, stieg der Schlagzeuger Tony Richards aus; er wurde durch den ehemaligen Keel-Schlagzeuger Steve Riley ersetzt. Aufgrund ihres Rufs wurden Konzerte in Irland abgesagt, und in England versuchten Veranstalter, die Band dazu zu bewegen, Einverständniserklärungen zu unterschreiben, niemanden zu foltern, keine Ratten loszulassen und kein rohes Fleisch ins Publikum zu werfen. Nach der Tournee wurde die Single School Daze ausgekoppelt. Vierte Single wurde L.O.V.E. Machine.
Das Album erreichte Platz 74 der Billboard-Charts und erreichte 1988 Goldstatus (für 500.000 Exemplare) in den USA. Es wurden über eine Million Exemplare verkauft.

## Titelliste
1. I Wanna Be Somebody (B. Lawless) – 3:43
2. L.O.V.E. Machine (B. Lawless) – 3:51
3. The Flame (B. Lawless/C. Holmes/J. Marquez) – 3:41
4. B.A.D. (B. Lawless) – 3:56
5. School Daze (B. Lawless) – 3:35
6. Hellion (B. Lawless) – 3:39
7. Sleeping (In the Fire) (B. Lawless) – 3:55
8. On Your Knees (B. Lawless) – 3:48
9. Tormentor (B. Lawless/C. Holmes) – 4:10
10. The Torture Never Stops (B. Lawless) – 3:56

Die neu gemasterte CD-Wiederveröffentlichung von Snapper Music aus dem Jahr 1997 enthält außerdem die von Lawless geschriebenen Lieder Animal (Fuck Like a Beast) und  Show No Mercy (B-Seite der Animal-Single) sowie das Rolling-Stones-Cover Paint It Black.

## Musikstil und Texte
Der Stil des Albums wurde für amerikanischen Metal typisch und als Mischung von Quiet Riot und Twisted Sister bezeichnet. In den Texten wird mit üblichen Heavy-Metal-Themen wie Sex, Gewalt und Satanismus kokettiert.

## Kritiken
Das Album wurde vom Kerrang! gelobt. Paul A. Royd vom deutschen Metal Hammer schrieb in einem Artikel über W.A.S.P., die Band habe sich „bereits eindrucksvoll etabliert“, und jedes Lied sei „ein Feuerwerk für sich“. Charly Rinne hingegen wies in seiner Plattenkritik in der gleichen Ausgabe auf den enormen Unterschied zwischen dem optischen Auftreten und der Musik von W.A.S.P. hin: „wer nach dem reinen Cover-Eindruck auf die gemeinste und härteste Speed- oder Black-Metal-Gruppe schließt, der irrt gewaltig.“ Die Musik klinge „sehr eingängig, als ob man einige Melodien schon auf anderen Longplayern gehört hat, eben sehr amerikanisch, aber niemals in die Mainstream-Ecke abdriftend.“ Ihm seien „eigentlich nur das hitparadenverdächtige ‚I Wanna Be Somebody‘ sowie die Ballade ‚Sleeping (In the Fire)‘ aufgefallen“, den Rest des Albums ordne er „eher dem Spektrum Durchschnittsmetal“ zu: „nicht unbedingt schlecht, aber nichts umwerfend Neues“.